# 丽景街街道
丽景街街道，是中华人民共和国宁夏回族自治区銀川市兴庆区下辖的一个乡镇级行政单位。

## 行政区划
丽景街街道下辖以下地区：
银虹社区、八里桥社区、双庄社区、满春社区、北塔社区、景墨社区、景太社区、雅苑社区和庆春社区。